# Sara Aagesen Muñoz
Sara Aagesen Muñoz   (Madrid, 1976) és una enginyera química madrilenya especialitzada en Medi Ambient per la Universitat Complutense de Madrid. Ha dedicat la seva carrera a l’energia, el medi ambient i la lluita contra el canvi climàtic.
Nascuda a Madrid de pare danès i mare espanyola, Aagesen es va graduar com a enginyera química, especialitzant-se en assumptes mediambientals.
Entre el 2002 i el 2018, va treballar a l'Oficina Espanyola de Canvi Climàtic, com a negociadora de la Comissió Marc de l’ONU contra el Canvi Climàtic. També ha format part del Grup Intergovernamental d’Experts sobre el Canvi Climàtic. El 2013 va rebre la Creu de l’Orde Civil del Mèrit Mediambiental. El 2018 va ser nomenada per Teresa Ribera assessora del Ministeri per a la Transició Ecològica. El 2020 va ser promocionada a secretaria d’estat d’Energia.
El 2024 es va anunciar que substituiria Teresa Ribera com a vice-presidenta tercera i ministra per a la Transició Ecològica i el Desafiament Demogràfic del tercer govern de Pedro Sánchez quan Ribera es va convertir en Vicepresidenta de la Comissió Europea i comissària de la Competència,